# الشراريد (بنو هلال)
الشراريد هي إحدى مشيخات المملكة المغربية، تتبع جغرافيا لإقليم سيدي بنور وإداريًا لبنو هلال. يقدر عدد سكانها بـ 2914 نسمة حسب الإحصاء الرسمي للسكان والسكنى لسنة 2004.